# Streekmuseum Goeree-Overflakkee
Het Streekmuseum Goeree-Overflakkee is een cultuurhistorisch museum in de Nederlandse provincie Zuid-Holland. Het is gevestigd in een aantal met elkaar verbonden trapgevelhuisjes aan de Kerkstraat te Sommelsdijk op Goeree-Overflakkee. Het museum presenteert zich onder het motto 'Vertelt Eilandverhalen'. Het museum richt regelmatig wisselexposities in en organiseert ook diverse culturele en educatieve activiteiten.

## Collectie
Het museum bestaat uit 19 afdelingen die zijn verdeeld over vier themagebieden. 

### Dagelijks leven rond 1900
Dit themagebied bevat een geheel ingericht woonhuis, een dorpswinkel en een schoolklas. De afdelingen tonen het leven op Goeree-Overflakkee aan het begin van de twintigste eeuw. Ook is er een uitgebreide collectie streekdracht die uniek is in Zuid-Holland.

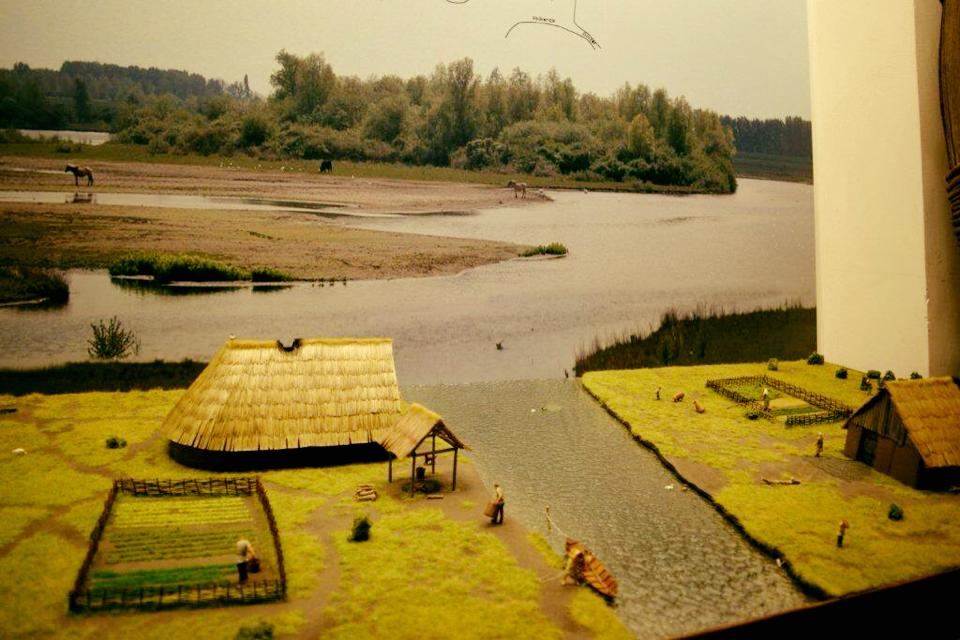
Maquette van de middeleeuwse nederzetting Berwoutsmoer op de afdeling archeologie.

### Oude ambachten
Dit themagebied bevat op de begane grond en de museumzolder enkele geheel ingerichte werkplaatsen en winkels die ambachten tonen die heden ten dage uit het straatbeeld verdwenen zijn. Zo is er een smederij, een klompenmakerij, een timmerwerkplaats en een manufacturenwinkeltje.

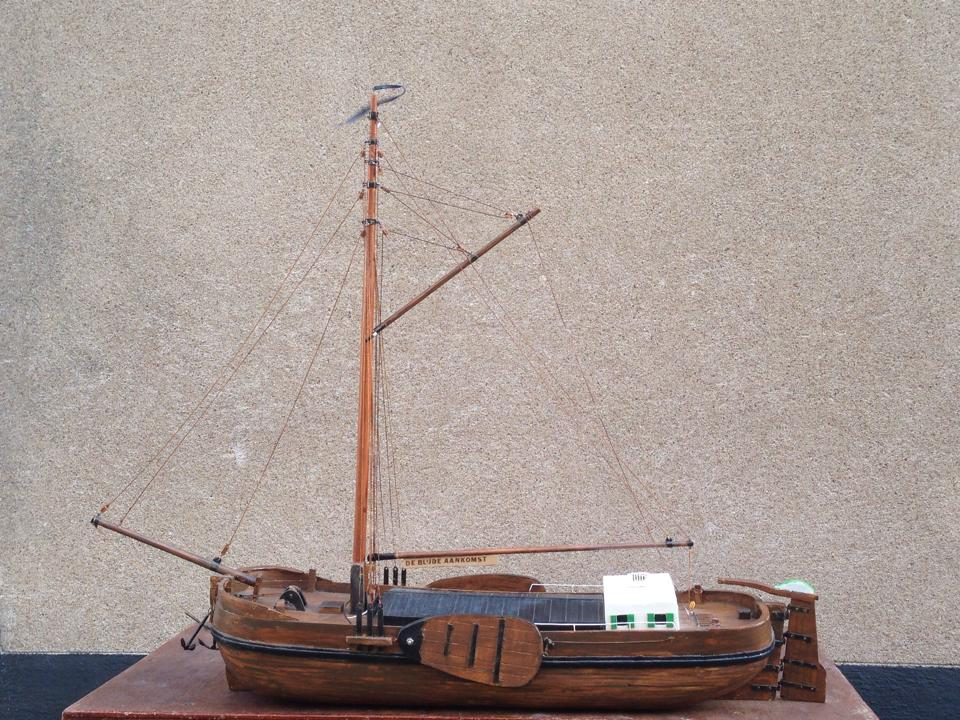
Scheepsmodel op de afdeling scheepvaart en visserij.

### Landbouw en visserij
De twee afdelingen binnen het themagebied landbouw en visserij tonen twee belangrijke economische pijlers die de geschiedenis van het eiland in grote mate hebben bepaald. Verschillende informatiepanelen en tal van objecten uit landbouw en visserij vertellen het verhaal van boeren en vissers door de eeuwen heen. Een audio-visuele presentatie laat bezoekers kennismaken met het leven aan boord van een vissersschip aan het begin van de twintigste eeuw. Ook is er aandacht voor de aanleg van de verschillende polders gedurende de middeleeuwen.

### Streekhistorie
De afdelingen binnen dit themagebied tonen diverse belangwekkende archeologische vondsten. Er is een vitrine met vondsten uit een Romeinse handelsnederzetting nabij Goedereede. De vondsten zijn van nationaal belang en werden in het seizoen 2016 in bruikleen gegeven aan het Rijksmuseum van Oudheden te Leiden. 
 Een andere vitrine toont vondsten uit een middeleeuwse nederzetting net buiten Ooltgensplaat. Ook zijn twee afdelingen geheel gewijd aan de Tweede Wereldoorlog en is er een afdeling waar aandacht wordt besteed aan de Watersnoodramp van 1953.

## De historische panden
Het museum is gehuisvest in zes smalle pandjes uit de zeventiende eeuw. Oorspronkelijk waren het kleine woonhuizen die in eigendom waren van de diaconie van de kerk. Ze zijn gebouwd tegen de kerkmuur van de afgebrande dorpskerk van Sommelsdijk tussen de steunberen en hebben daarom allemaal de breedte van een kerkraam. Alle pandjes hebben als rijksmonument een beschermde status en zijn in bezit van de gemeente Goeree-Overflakkee.

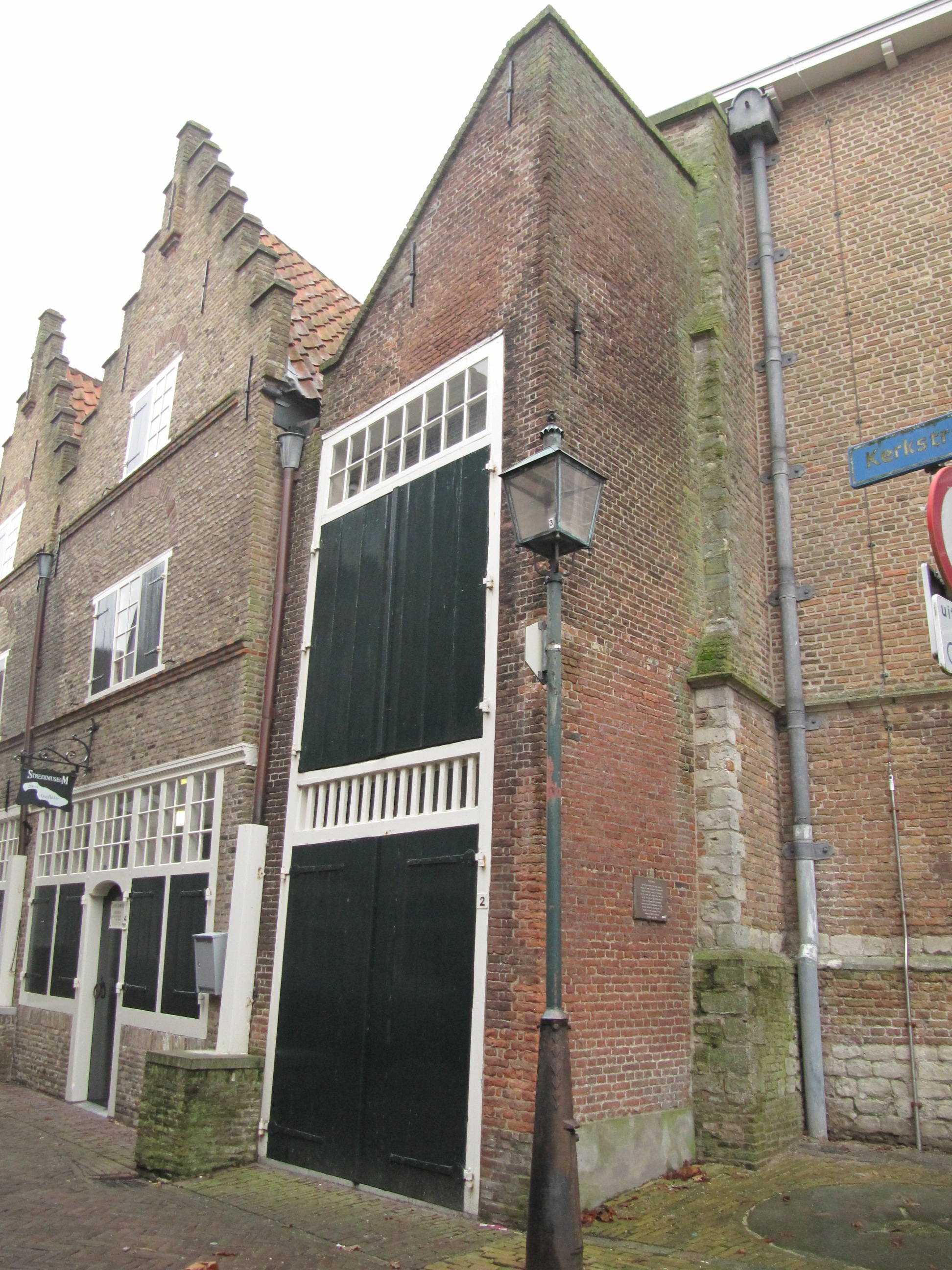
Kerkstraat 2 waarin de smederij gevestigd is.
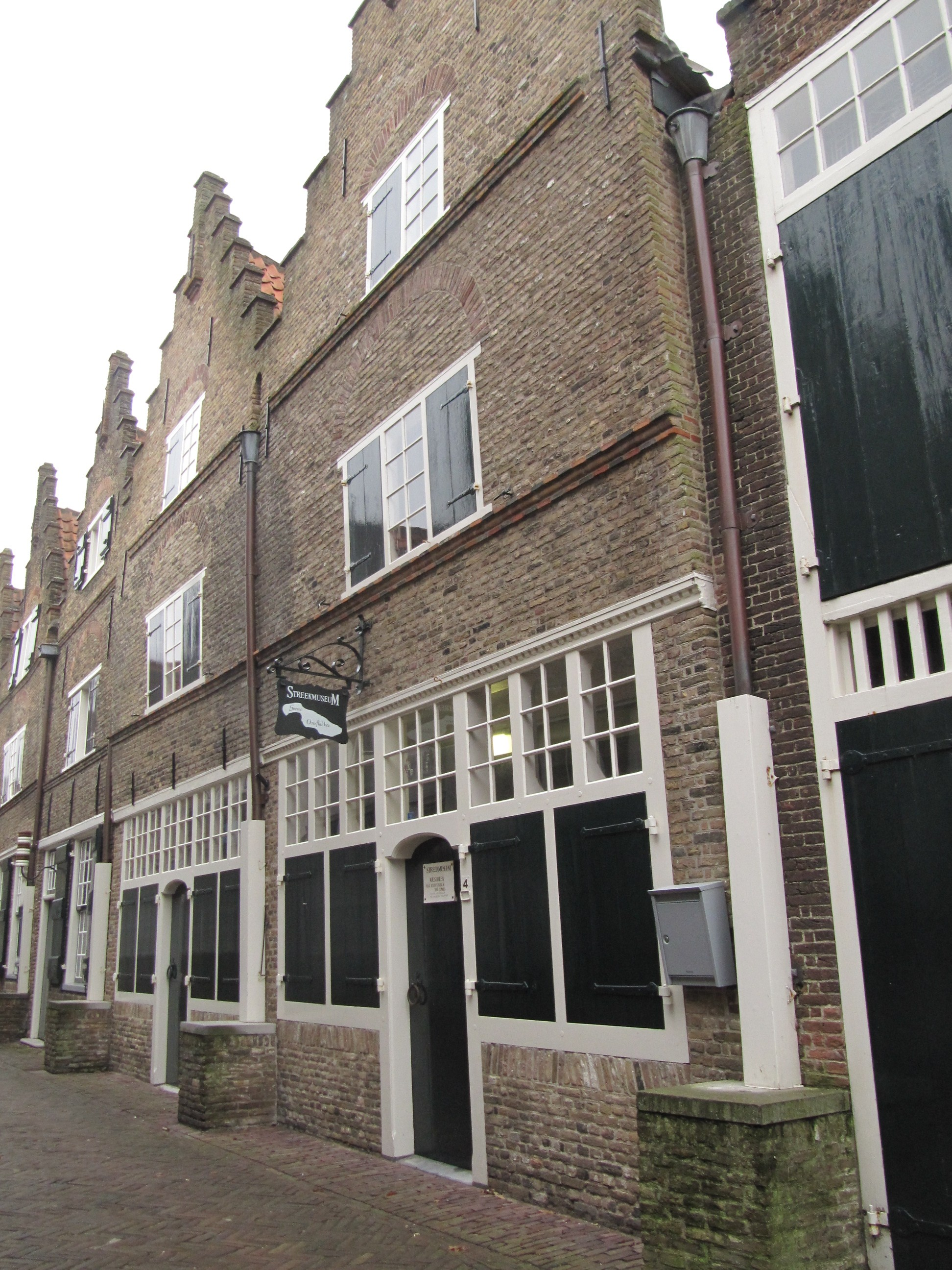
Kerkstraat 4 met daarin de entree en het klaslokaal.
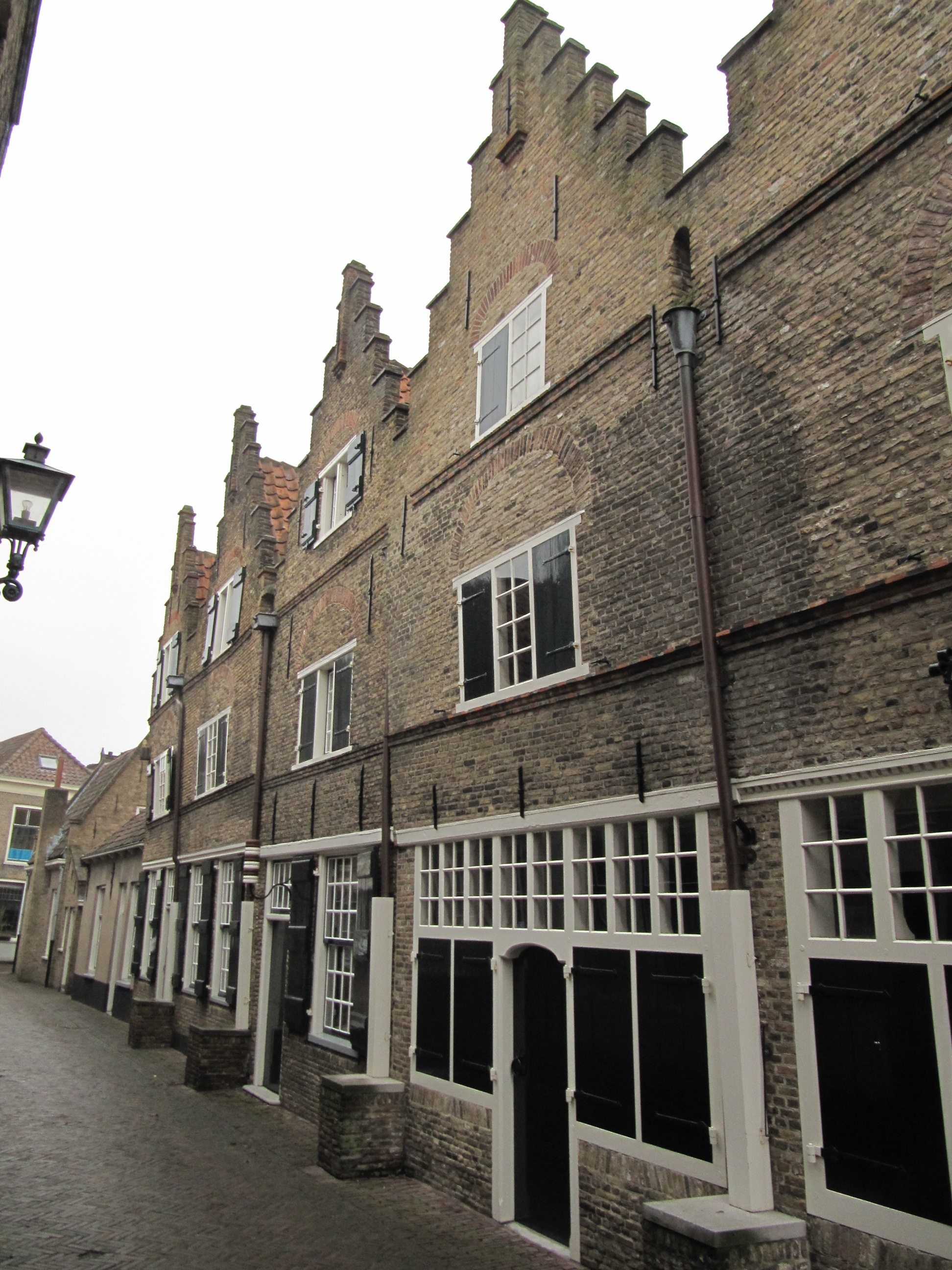
Kerkstraat 6 met de afdeling landbouw en archeologie.
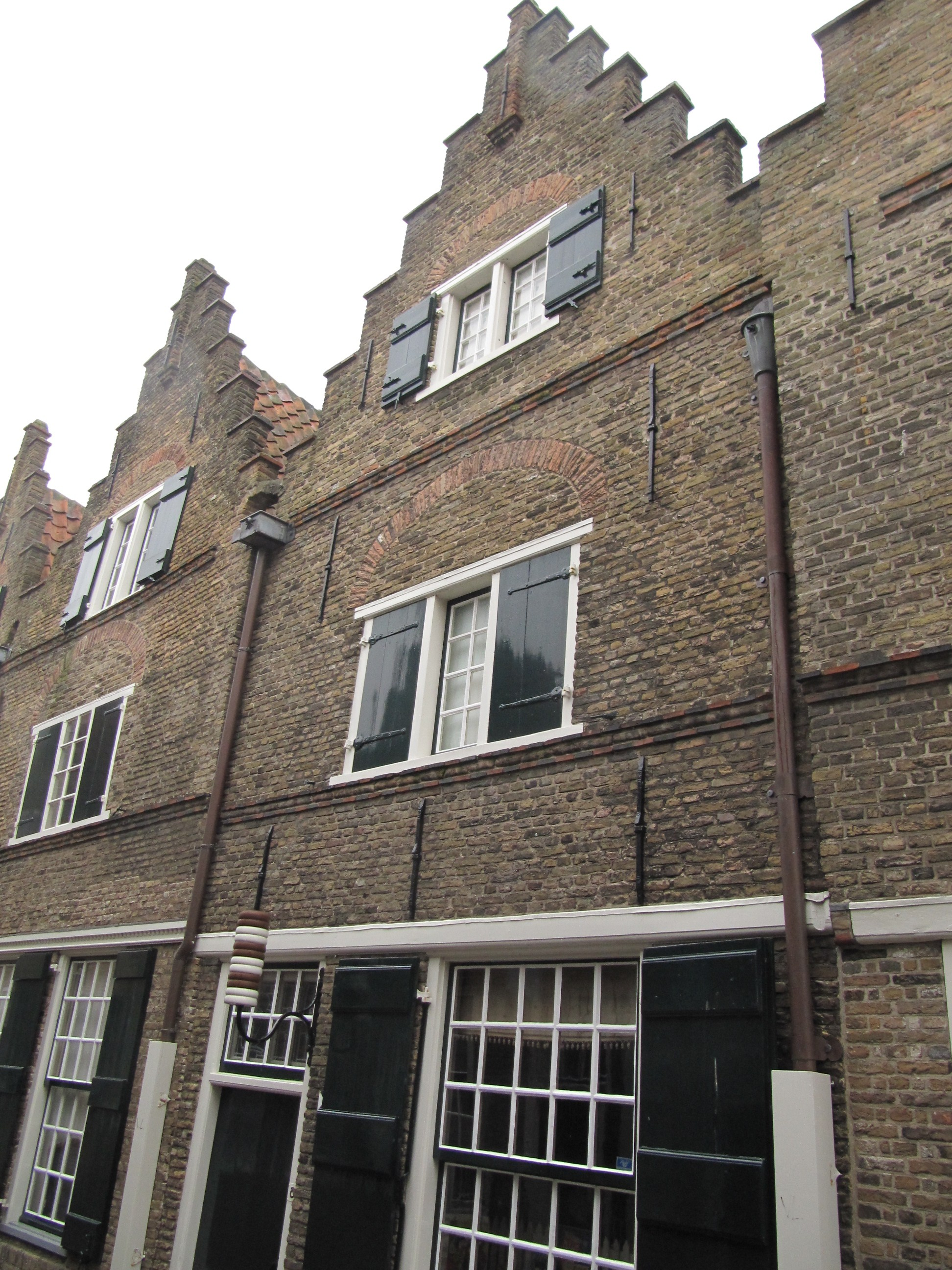
Kerkstraat 8, hierin is de dorpswinkel en de afdeling streekdracht gehuisvest.
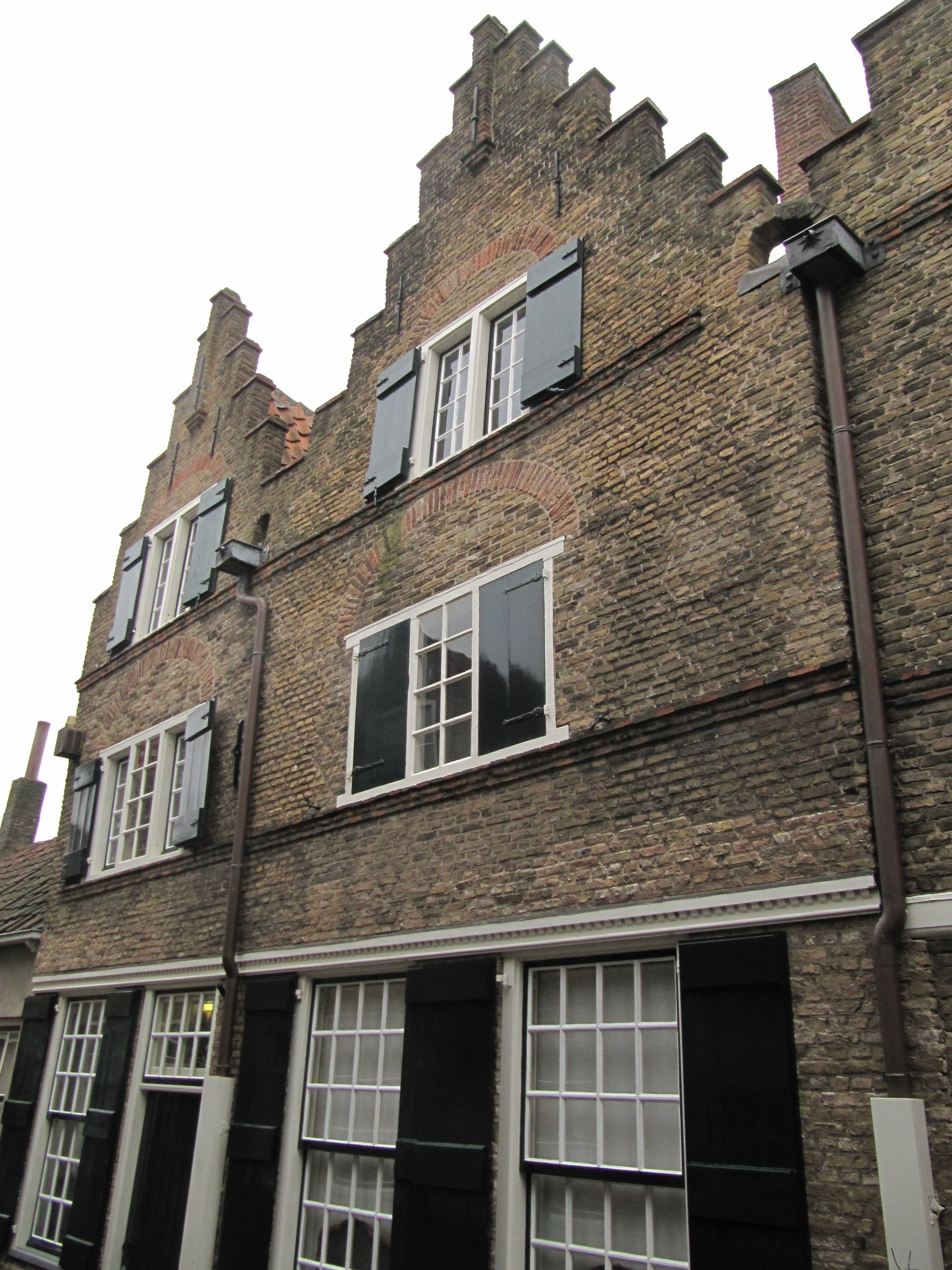
Kerkstraat 10 met daarin de afdeling visserij en de expositie over de watersnood.
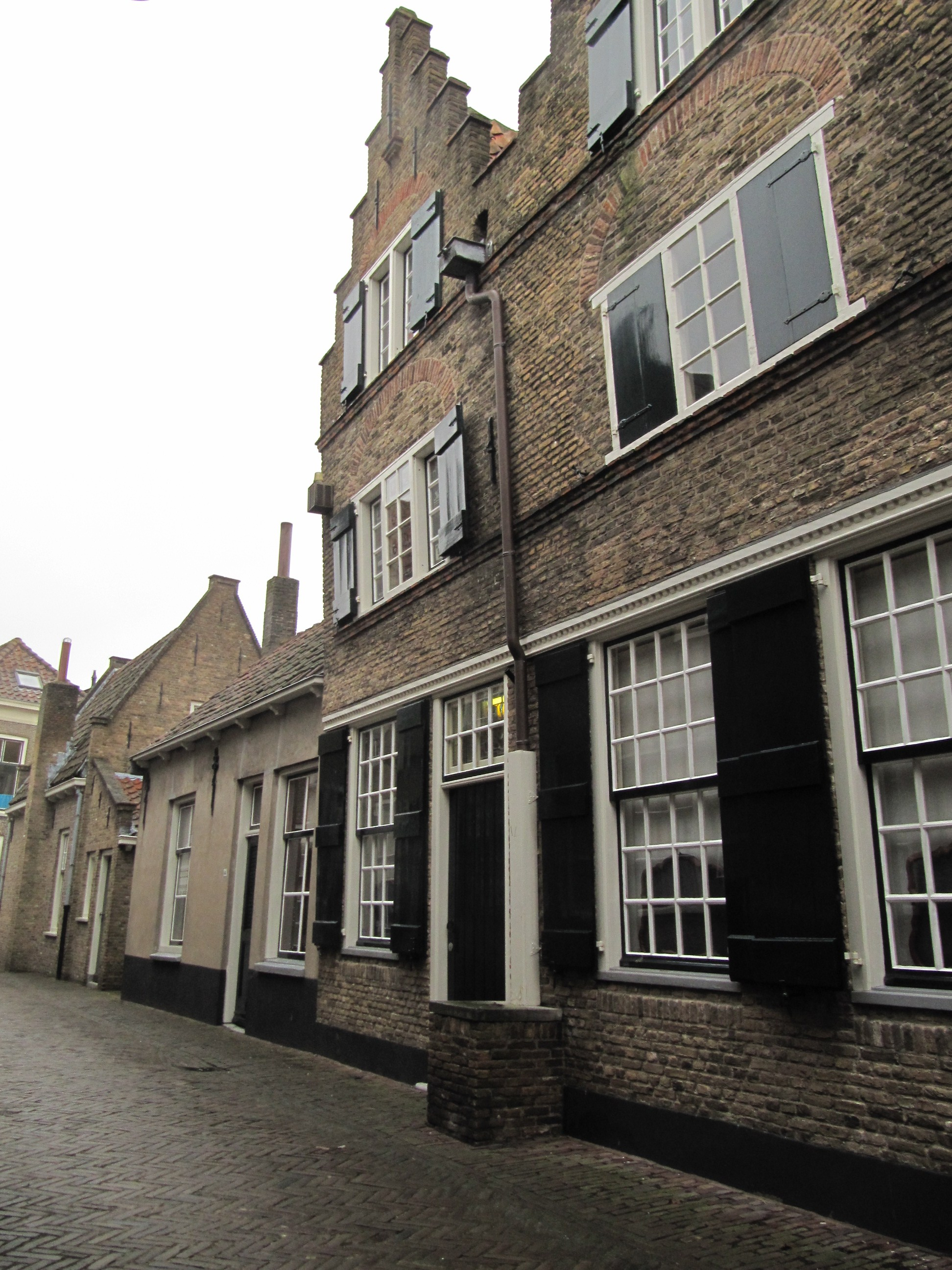
Kerkstraat 12 met daarin de toegang tot het het Flakkeese huisje en de bovenverdieping.

## Trivia
- In Madurodam staat een maquette van de zeventiende-eeuwse panden waarin het museum gehuisvest is.